# Dagda (Letonia)
Dagda (del alemán: Dagden) es una villa situada al este de Letonia, cerca de la frontera con Bielorrusia. Es el centro administrativo de la municipalidad de Dagda.
- Datos: Q757101
- Multimedia: Dagda / Q757101